# Pereduro
Pereduro (fl. III secolo a.C.) fu, secondo la Historia Regum Britanniae di Goffredo di Monmouth, un re leggendario della Britannia.
Era il figlio più giovane di re Morvido e fratello di Gorboniano, Archigallo, Eliduro e Ingenio.
Insieme al fratello Ingenio, attaccò l'altro loro fratello, re Eliduro di Britannia, a cui strapparono il trono. I due rinchiusero Eliduro in una torre a Trinovantum (Londra) e poi, invece di combattersi, si spartirono il regno: la Britannia a sud dell'Humber andò a Ingenio, quella a nord a Pereduro. Dopo sette anni, Ingenio morì e tutto il regno andò a Pereduro, che regnò in maniera moderata, così da guadagnarsi una fama migliore di quella dei suoi fratelli. Dopo la sua morte, il regno tornò al fratello Eliduro per la terza volta.